# Albaerotecnica 1944-1945
Questa voce raccoglie le informazioni riguardanti l'Albaerotecnica nelle competizioni ufficiali della stagione 1944-1945.